# Cecil D. Andrus
Cecil Dale Andrus (Hood River, 25 agosto 1931 – Boise, 24 agosto 2017) è stato un politico statunitense, Segretario degli Interni sotto l'amministrazione Carter e governatore dell'Idaho dal 1971 al 1977 e di nuovo dal 1987 al 1995.

## Biografia
Nato nell'Oregon, si trasferì nel Nevada nel 1949 per sposarsi con una compagna di liceo, Carol Mae May. Andrus lasciò il college per lavorare e dopo aver prestato servizio militare nella marina, si stabilì con la moglie nell'Idaho.
Dopo aver lavorato come operaio in una segheria di proprietà di suo padre, Andrus entrò in politica a ventotto anni, quando si candidò come democratico al Senato di stato dell'Idaho per via di alcune divergenze di vedute con l'allora senatore repubblicano. Andrus riuscì a sconfiggerlo e a farsi eleggere, per poi essere riconfermato per altri due mandati nel 1962 e nel 1964.
Nel 1966 si candidò alla carica di governatore dell'Idaho ma perse le primarie contro l'avvocato Charles Herndon. Poche settimane prima delle elezioni generali, tuttavia, Herndon perse la vita in un incidente aereo e Andrus venne scelto per rimpiazzarlo nella competizione elettorale. L'uomo comunque venne sconfitto dal repubblicano Don Samuelson e quindi tornò a occuparsi di politica a livello locale.
Nel 1970 Andrus si ricandidò per il seggio da governatore e stavolta sconfisse Samuelson con un discreto margine di scarto. Nel 1974 ottenne un secondo mandato con un'elevata percentuale di voto. Nel 1977 lasciò il seggio per accettare l'incarico di Segretario degli Interni offertogli dall'allora Presidente Jimmy Carter. Andrus mantenne il posto fino al termine dell'amministrazione Carter nel 1981.
Nel 1986, dopo alcuni anni di assenza dalla scena politica, Andrus si candidò nuovamente per il suo vecchio seggio da governatore e riuscì ad essere eletto di misura. Nel 1990 ottenne un altro mandato con il 68% delle preferenze e divenne il primo governatore dell'Idaho ad ottenere quattro mandati. Nel 1994 decise di ritirarsi a vita privata e negli anni successivi continuò ad essere attivo in politica sostenendo vari candidati democratici.